# Broomchloordifluormethaan
Broomchloordifluormethaan, ook bekend onder de naam Halon 1211 en Freon 12B1, is een halomethaan van fluor, chloor en broom, met als brutoformule CF2ClBr. Het is een kleurloos, vloeibaar gemaakt gas met een kenmerkende geur, dat onoplosbaar is in water.

## Toepassingen
Gebromeerde halogeenalkanen, waaronder broomchloordifluormethaan, werden in de Tweede Wereldoorlog gebruikt als vuurdovend middel voor tanks en vliegtuigen. Het werd rond 1973 geïntroduceerd als zeer effectief en snelwerkend brandblusmiddel op kritieke plaatsen, zoals musea, computerruimtes en telefooncentrales. Broomchloordifluormethaan heeft het voordeel minder toxisch te zijn dan tetrachloormethaan.
Sedert 1 januari 2004 is het gebruik en bezit van halonen (waaronder ook broomchloordifluormethaan valt) in brandblusapparaten en brandbeveiligingssystemen in België en Nederland verboden, zij het met enkele uitzonderingen voor kritische toepassingen (vooral in de civiele luchtvaart en op militair gebied).
Broomchloordifluormethaan werd vroeger gebruikt als koudemiddel, maar is sedert 1 januari 1994 (Montréal-protocol) in de meeste landen een verboden freon, omwille van het destructieve karakter ten opzichte van ozon.

## Toxicologie en veiligheid
De stof ontleedt bij contact met open vuur of zeer hete oppervlakken, met vorming van giftige gassen, onder andere fosgeen, waterstoffluoride, waterstofchloride en waterstofbromide.
Snelle verdamping van de vloeistof kan bevriezing veroorzaken. De stof kan effecten hebben op het hart en de bloedvaten, met als gevolg een verstoorde werking of een onregelmatige hartslag.